# Lubuk Dendan
Lubuk Dendan is een bestuurslaag in het regentschap Lahat van de provincie Zuid-Sumatra, Indonesië. Lubuk Dendan telt 465 inwoners (volkstelling 2010).